# Ed Miliband
Edward Samuel Miliband (Londra, 24 dicembre 1969) è un politico britannico, leader del Partito Laburista e dell'opposizione di governo dal 2010 al 2015, nonché membro del Parlamento britannico.

## Biografia

### Origini
Miliband nasce a Fitzrovia, un quartiere della Londra Centrale, diviso amministrativamente tra i borough di Westminster (ovest) e Camden (est), il 24 dicembre del 1969, ultimogenito dei due figli di Ralph Miliband (nato Adolphe Miliband; 1924-1994), un sociologo ed accademico belga, ideologicamente marxista, nato a Bruxelles da genitori polacchi di origine ebraica, e di Marion Kozak (nata Dobra Jenta Kozak), un'attivista politico-sociale polacca, nativa di Częstochowa e anch'ella di origine ebraica. Anche grazie al clima famigliare, Miliband si dichiarerà sin da ragazzo un convinto socialista.
Miliband fu segretario di Stato per l'energia e il cambiamento climatico dal 3 ottobre 2008 all'11 maggio 2010, data in cui Gordon Brown si dimise da Primo Ministro e leader del Partito Laburista.

### Vita privata
Miliband è sposato con Justine Thornton, una barrister. La coppia si è incontrata nel 2002 e ha vissuto insieme a nord di Londra prima di fidanzarsi a marzo 2010 e sposarsi a maggio 2011. Hanno due figli, Daniel, nato nel 2009, e Samuel, nato nel 2010.
Miliband è di origine ebraica - il primo leader ebreo del Partito Laburista - e si descrive come un ateo ebreo. Dopo aver sposato Thornton in una cerimonia civile il 27 maggio 2011, ha reso omaggio alla sua eredità ebraica seguendo la tradizione di rompere un vetro. Nel 2012 Miliband ha scritto: "Come molti altri appartenenti alle famiglie dell'Olocausto, ho un rapporto paradossale con questa storia, mi sento a un livello intimamente connesso - questo è successo ai miei genitori e ai miei nonni. Dall'altro, sembra un mondo completamente diverso."

### Leader del Partito Laburista
Le dimissioni di Brown ebbero effetto immediato. Il 14 maggio 2010 Ed Miliband annunciò l'intenzione di correre per la carica di leader dei Laburisti. Gli altri candidati furono Diane Abbott, Ed Balls, Andy Burnham e il fratello di Miliband, David Miliband, ministro degli esteri uscente e considerato come il favorito nella competizione. Il 25 settembre 2010 Ed Miliband fu eletto segretario del Partito Laburista con il 50,65% dei voti, superando di poco il fratello. Avendo all'epoca appena 40 anni, divenne il più giovane leader laburista a partire dalla Seconda Guerra Mondiale.
Miliband si è ben presto distinto per il piglio deciso e le posizioni nette. Ha appoggiato la partecipazione britannica all'intervento militare contro il regime di Muʿammar Gheddafi. Ha attaccato con fermezza i tagli sociali praticati dal governo di David Cameron, definendoli una vera e propria apartheid.
Alle prime prove elettorali dopo l'elezione di Miliband, il partito laburista ha ottenuto risultati misti, con buone affermazioni in Galles, discrete nell'Inghilterra meridionale e risultati negativi in Scozia. Nei sondaggi la popolarità di Miliband non era particolarmente alta. Una svolta si verificò nel luglio del 2011, in corrispondenza dello scandalo per le intercettazioni illegali ordinate dal tabloid News of the World. Miliband chiese con forza le dimissioni di Rebekah Brooks, responsabile esecutivo di News International, e sollecitò l'istituzione di una commissione d'inchiesta indipendente. Rimproverò aspramente a Cameron di avere scelto come portavoce Andy Coulson, ex direttore di News of the World. Presentò inoltre una mozione parlamentare per fermare l'acquisizione da parte di Sky della totalità delle azioni della piattaforma satellitare BSkyB. La mozione ottenne l'appoggio da parte di Cameron, cosa che ha pochissimi precedenti all'interno della storia politica Inglese. In conseguenza dello scandalo il partito laburista realizzò un visibile guadagno nei sondaggi, che riuscì a mantenere in seguito, raggiungendo consensi stimati attorno al 45%.
In seguito alla sconfitta elettorale del Labour Party alle Elezioni generali nel Regno Unito del 2015, l'8 maggio ha annunciato le proprie dimissioni dalla leadership del partito.

## Politiche e opinioni

### Viste auto-descritte

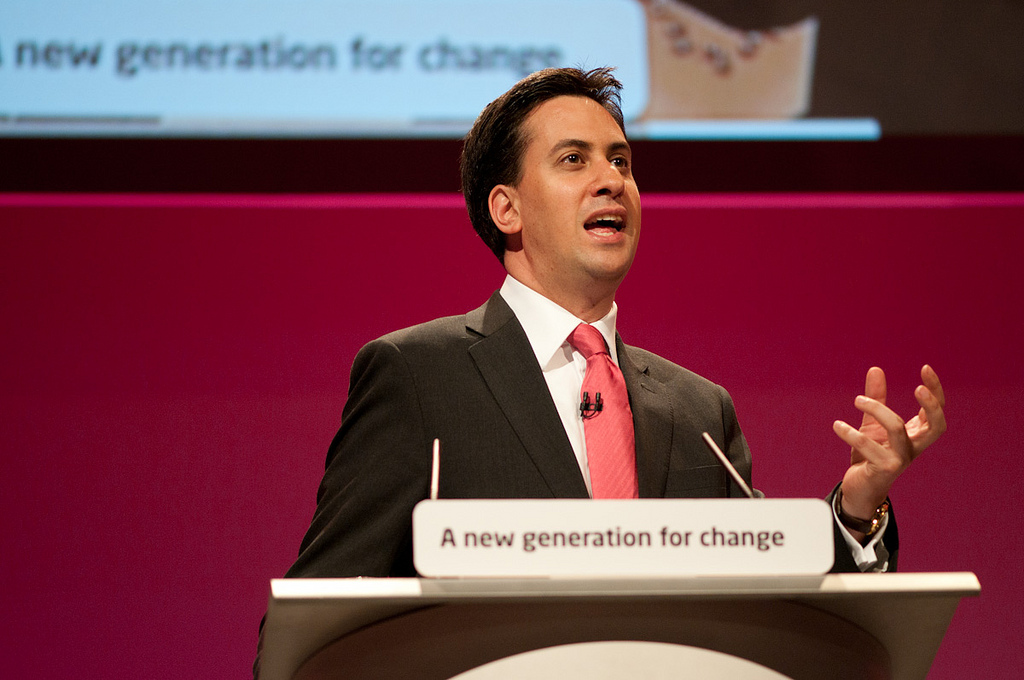
Ed Miliband fa il suo primo intervento alla conferenza del Partito Laburista come leader, nel settembre 2010.

Miliband si è descritto come un nuovo tipo di politico laburista, cercando di andare oltre la divisione del Blairismo e del Brownismo, e chiedendo "faziosità e psicodrammi" del passato laburista. Ha anche parlato del requisito di una "nuova politica".
Durante la campagna della leadership laburista, si è descritto come un socialista, e ha parlato contro alcune delle azioni del governo di Tony Blair, tra cui criticando il suo passato sulle libertà civili e la politica estera. Sebbene non fosse ancora un deputato al tempo del voto del 2003, Miliband era un forte critico della Guerra in Iraq. Ha sostenuto l'azione e l'intervento militare del Regno Unito rispettivamente in Afghanistan e in Libia.
Miliband ha chiesto un "capitalismo responsabile" quando Eric Schmidt di Google ha commentato il mancato pagamento dell'imposta da parte della sua società. Il tasso massimo del 50% di tasse permanenti, così come l'istituzione di una nuova tassa sulle transazioni finanziarie, mutualizzando Northern Rock, ponendo limiti ai salari più alti, rottamando le tasse universitarie a favore di una tassa graduata, attuando una politica salariale e ha parlato a favore del "National Care Service".
Miliband ha lavorato a stretto contatto con il think tank Policy Network sul concetto di predestinatezza come mezzo per affrontare ciò che ha descritto come "la crescente crisi degli standard di vita". Il suo annuncio è stato fatto su una pietra miliare della politica del Partito Laburista del Regno Unito, scherzosamente derisa dal primo ministro David Cameron durante le domande del Primo ministro alla Camera dei Comuni.
Sebbene i laburisti rimangano ufficialmente neutrali, a titolo personale ha sostenuto la campagna "YES! To Fairer Votes", fallita, nel referendum del 2011, affermando che ciò andrebbe a beneficio della "maggioranza progressiva" britannica. Nel settembre 2011, Miliband ha dichiarato che un futuro governo laburista avrebbe immediatamente tagliato il tetto delle tasse universitarie per studenti universitari da £ 9.000 all'anno a £ 6.000, anche se ha anche affermato che è rimasto impegnato in un'imposta nel lungo periodo. Insieme al cancelliere ombra Ed Balls, Miliband ha anche promosso un "piano in cinque punti per l'occupazione e la crescita" volto ad aiutare l'economia del Regno Unito, comportando l'estensione della tassa bonus sulle banche lanciate da Alistair Darling, portando avanti investimenti programmati a lungo termine per aiutare a ridurre disoccupazione, riducendo l'aliquota dell'IVA dal 20% al 17,5%, tagliando l'IVA sui miglioramenti delle abitazioni al 5% per un periodo temporaneo di un anno e promuovendo una pausa assicurativa nazionale di un anno per incoraggiare i datori di lavoro ad assumere più personale. Miliband ha anche sostenuto la tendenza del Blu Labour nel Partito laburista, fondato da Maurice Glasman. Blue Labour parla di famiglie e amicizie nel cuore della società, piuttosto che solo ricchezza materiale; offre anche una critica molto forte del libero mercato e del grande Stato. Si è visto che questo ha influenzato il suo discorso della conferenza del 2011, segnalando "il capitalismo predatore e produttivo".

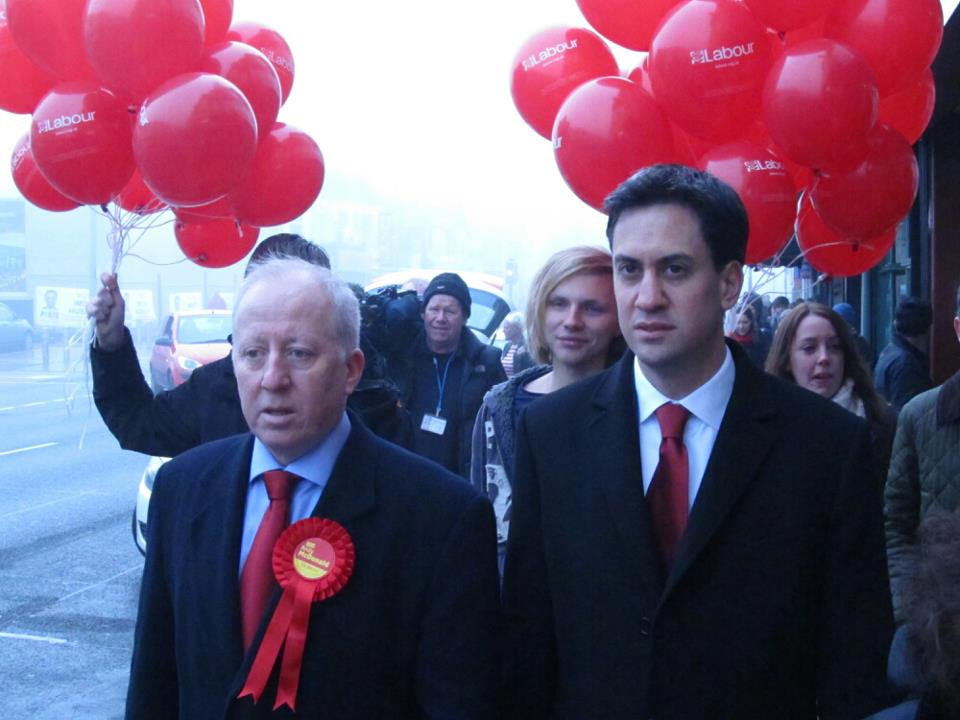
Ed Miliband e Andy Mcdonald a Middlesbrough, novembre 2012.

Miliband è progressista in relazione a questioni di genere e sessualità. Si identifica pubblicamente come femminista. Nel marzo 2012 Miliband si è impegnato a sostenere il matrimonio omosessuale. Mentre firmava un "uguale impegno di matrimonio", ha detto: "Sono assolutamente d'accordo sul fatto che dovremmo avere un uguale diritto di sposarci e meritare lo stesso riconoscimento da parte dello Stato e della società di chiunque altro".
Nel giugno 2014, mentre parlava agli Amici laburisti di Israele, Miliband ha dichiarato che se fosse diventato primo ministro avrebbe cercato "legami più stretti" con Israele e si sarebbe opposto al boicottaggio dei beni israeliani, dicendo che si sarebbe "decisamente opposto all'isolamento di Israele" e che nessuno nel Partito Laburista dovrebbe mettere in dubbio il diritto di Israele di esistere. Ha anche affermato che come ebreo e amico di Israele, deve anche criticare Israele quando necessario, opponendosi all '"omicidio di civili palestinesi innocenti" e definendo Hamas un'organizzazione terroristica.

### Commenti su altri politici
Durante il suo periodo di leader laburista, Miliband ha criticato l'allora leader Conservatore e primo ministro David Cameron di "sacrificare tutto sull'altare della riduzione del disavanzo", e lo ha accusato di essere colpevole di praticare una "vecchia politica", citando presunte promesse non mantenute sulle aree come crimine, polizia, bonus bancari e benefici per i figli.
Miliband è stato anche particolarmente critico nei confronti dell'ex leader dei Liberal Democratici e del vice primo ministro Nick Clegg in seguito all'accordo di coalizione conservatore-liberale democratico, accusandolo di "tradimento" e di "svendita" degli elettori del suo partito. Nel 2010, dichiarò che avrebbe chiesto le dimissioni di Clegg come precursore di qualsiasi futura coalizione laburista-liberal democratica sotto la sua guida. Nella campagna elettorale legata al referendum del 2011 ha rifiutato di condividere una piattaforma con Clegg, affermando che era diventato un marchio "troppo tossico" e che avrebbe danneggiato la campagna "Yes to AV". Ha condiviso piattaforme durante la campagna con gli ex leader dei liberaldemocratici Lord Ashdown e Charles Kennedy, il vice leader dei liberaldemocratici Simon Hughes, il leader del Partito dei Verdi Caroline Lucas e il segretario agli affari Vince Cable, tra gli altri. In qualità di leader laburista, Miliband ha fatto discorsi mirati a conquistare democratici liberali scontenti, identificando una differenza tra i Lib Dems "Orange Book", che erano più vicini ai conservatori, e i Lib Dems sul centrosinistra, offrendo a quest'ultimo un ruolo nell'aiutare nella Revisione delle politiche del lavoro in quel momento.
Dopo la morte dell'ex primo ministro e leader conservatore Margaret Thatcher nel 2013, Miliband ha parlato nella Camera dei Comuni seduta appositamente e convocata per rendere omaggio a lei. Ha notato che, sebbene non sia d'accordo con alcune delle sue politiche, ha rispettato "ciò che la sua morte significa per molte persone che la ammiravano". Ha anche detto che la Thatcher "ha rotto lo stampo" in tutto ciò che aveva raggiunto nella sua vita, e che aveva avuto la capacità di "superare ogni ostacolo sul suo cammino". In precedenza aveva elogiato la Thatcher poco prima della Conferenza del Partito laburista nel settembre 2012 per aver creato una "era di aspirazione" negli anni '80.

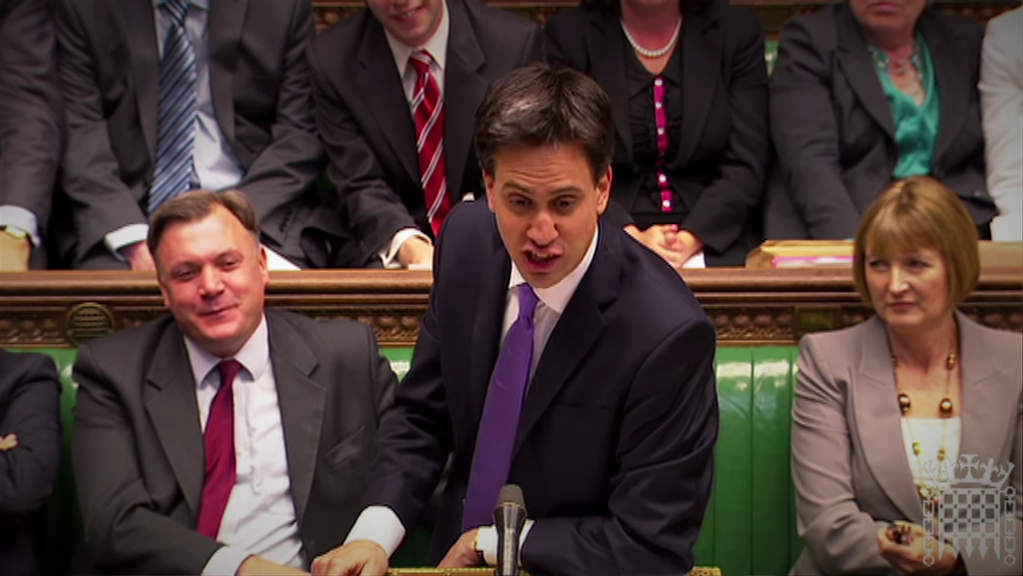
Ed Miliband durante un intervento alla Camera dei comuni come leader dell'opposizione.

Miliband in precedenza ha parlato positivamente di suo fratello David, lodando il suo record di ministro degli Esteri e dicendo che "la sua porta era sempre aperta" in seguito alla decisione di David di non candidarsi al Gabinetto ombra nel 2010. Dopo l'annuncio di David nel 2013 che si sarebbe dimesso da deputato laburista e si sarebbe trasferito a New York per guidare l'International Rescue Committee, Miliband ha detto che la politica britannica sarebbe stato "un posto più povero" senza di lui, e che pensava che David "avrebbe dato ancora una volta un contributo alla vita pubblica britannica."
Quando gli è stato chiesto di scegliere il più grande Primo Ministro britannico, Miliband ha risposto con il Primo Ministro laburista del dopoguerra e il leader più longevo, Clement Attlee. Ha anche parlato positivamente dei suoi due immediati predecessori come leader laburista, Tony Blair e Gordon Brown, lodando la loro leadership e i loro record nel governo.